# Entends-tu les chiens aboyer?
Entends-tu les chiens aboyer? Is een studioalbum van Vangelis, die hier nog steeds werkte onder zijn eigen volledige naam Vangelis Papathanassiou.
De gegevens over dit album zijn karig; de hoes van langspeelplaat en / of compact disc vermeldde niets. Alleen dat de muziek gecomponeerd, gearrangeerd en uitgevoerd is door Vangelis. Tevens is onbekend waar dit album is opgenomen. Men gaat er daarbij van uit dat dat niet meer Parijs was, maar Londen. Men twijfelt over de Orange Studios of de nog niet voltooide Nemo Studio van Vangelis zelf. De Frans/Mexicaanse film was van Francois Reichenbach. Het album verscheen later onder een Engelse titel en weer later onder Ignacio.

## Tracklist
| Nr. | Titel                         | Duur  |
| --- | ----------------------------- | ----- |
| 1.  | Entends-tu les chiens aboyer? | 39:04 |